# Вулиця Олеся Гончара (Дніпро)

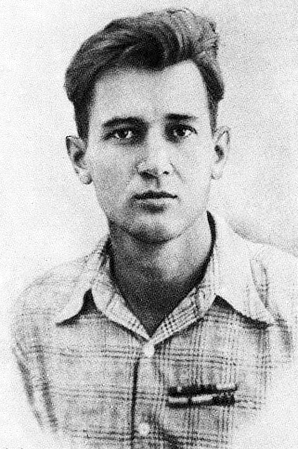
Олесь Гончар у дні юності у Дніпропетровську

Вулиця Олеся Гончара — вулиця в центральній частині Дніпра. Розміщена між проспектом Дмитра Яворницького, Соборною площею з одного боку та вулицею Гусенка з іншого.

## Історія
До 1909 року — Цегельна (бо вела до цегелень на околиці міста), а від 1909   — Полтавська на честь 200-річчя Полтавської битви. Після вбивства С. Кірова на початку грудня 1934 тут же перейменована. Відтак у 1934—2003 носила ім'я Кірова. 2003 року перейменована на честь українського радянського письменника Олеся Гончара, який народився у Дніпрі. На табличках несправедливо значиться як "О. Гончара" замість повного імені письменника, як того вимагає не совєтська, а європейська практика.

## Перехресні вулиці
Бере початок від проспекту Яворницького й є продовженням північно-західної сторони Соборної площі: йде на південний захід до вулиці Гусенка.
- Соборна площа,
- проспект Яворницького,
- вулиця Шевченка,
- вулиця Паторжинського,
- вулиця Чернишевського,
- вулиця Гусенка.

## Будівлі
- № 4 — колишня Катеринославська масонська ложа;
- № 5 — корпус № 3 Національного гірничого університету;
- № 7 — корпус № 7 Національного гірничого університету, Приватбанк;
- № 28 — з 1930-х роках тут була 5-та дитяча міська лікарня;
- № 32 — Центр соціальних служб для сім'ї, дітей і молоді Соборного району; у дворі будинку — Пам'ятник кенгуру з дитинчам.